# فرودگاه محلی سو فالز
فرودگاه محلی سو فالز (به انگلیسی: Sioux Falls Regional Airport) (به زبان بومی: Joe Foss Field) یک فرودگاه همگانی و نظامی بهره‌برداری هوایی با کد یاتا FSD است که یک باند فرود بتن دارد و طول باند آن ۲۷۴۳ متر است. این فرودگاه در شهر سو فالز، داکوتای جنوبی کشور ایالات متحده آمریکا قرار دارد و در ارتفاع ۴۳۶ متری از سطح دریا واقع شده است.